# قبيلة مطالسة

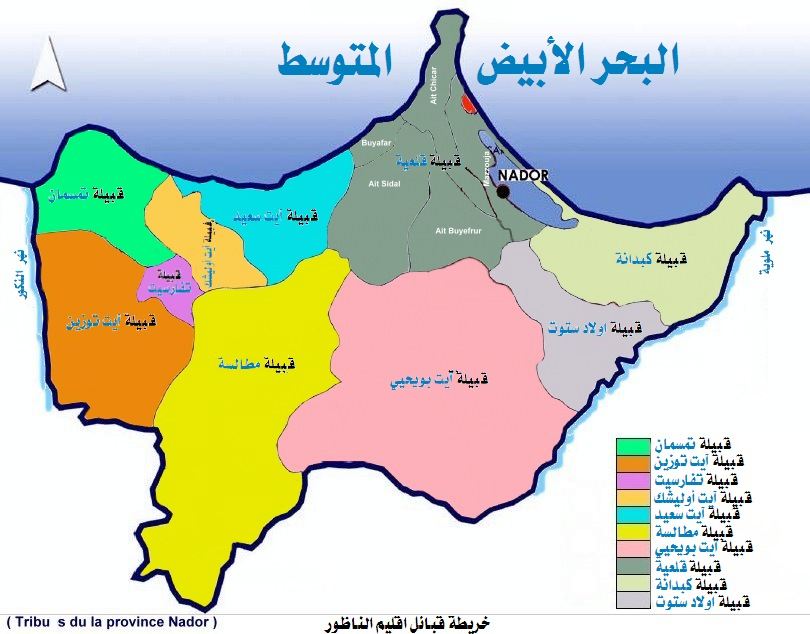
خريطة قبائل إقليم الناظور

قبيلة مطالسة مجموعة سكانية وقبيلة مغربية أمازيغية ريفية كبيرة ذات أصول زناتية. يتوزع أفراد قبيلة مطالسة الأمازيغية على عدة مدن مغربية منها الناظور، وجدة، أزغنغان، الحسيمة، تازة، بركان، تاوريرت، وغيرها. وتقع مواطن قبيلة مطالسة شمال شرقي مدينة تازة المغربية، وينضوي معظم جزءها الشمالي تحت إدارة جهة الشرق والناظور، في حين يتبع جزءها الجنوبي إداريا لجهة تازة الحسيمة، تاونات، وتحدها شرقا قبيلة أيت بويحيى، وشمالا قبيلة قلعية (إقرعيين) وقبيلة أيث سعيد وقبيلة أيث وليشك، وغربا قبيلة تافرسيت وقبيلة أيت توزين وقبيلة جزناية تنطق بالجيم المصري، وتلامس أراضيها في الجنوب الغربي جزء من قبيلة المغراوية، وتحدها جنوبا قبيلة مكناسة وقبيلة هوارة الأحلاف، ويجري في طرفها الجنوبي وادي مسون.

## بطون القبيلة
- أولاد أحمد
- أولاد عمرو بن حدو
- أولاد حقون
- أولاد طالب
- أولاد إبراهيم بن علي
- أولاد حمو منصور
- أولاد محند
- أولاد سالم
- أولاد داود

وتضم أيضا بلدات منها: الدريوش (قاعدة القبيلة)
– كندوسي – أولاد عيسى – بورحايل – بوفرقوش – أيت حمدو أوموح – دوار ايبورزماين – ثلاثا بوبكر
– تاماسوسيت – بوعبيداتن – دوار أولاد عبد الله – أيت حيدرة – سيدي بوحادس – أولاد عمار – دوار علي بن حدو – الحدادشة
– أولاد موحند أوعلي – أيت هكوم – عين الزهراء مسكيني – شرانة – أولاد حكون – دار أولاد طالب – أيت مزيزوي
– شرفا أنكاد – أولاد علا – مزكيتم – بني موسي – شرفا سيدي سعيد – دار القايد – دوار كرادنة

## من أعلام قبيلة المطالسة
القائد الحاج أعمار المطالسي
كان أبرز نماذج
لجهاد قبيلة المطالسة في المراحل الأولى من حرب الريف ضد الاستعمار الإسباني، فقد قام بمهام عسكرية كبرى، حيث قاد الحركات بعناصر من مختلف القبائل قبل وبعد استشهاد القائد محمد أمزيان، فسافر إلى ملوية للحصول على الأسلحة والأموال، وكلف بمهمة تبادل الأسرى مع الإسبان، وكان يتفادى التدخل في النزاعات العادية التي حدثت بين بعض القبائل الريفية، ورفض الخضوع للإسبان، وجاهد مع القبائل التي استمرت في الثورة ضد لإسبان والتي من بينها المطالسة المدعمة بجزء من قبيلة بني بوبحيي وبعض القبائل الأخرى، وقد أدت إحدى المعارك بين الطرفين في سنة 1918م على ضفاف واد كرط إلى إصابة القائد الحاج أعمار المطالسي بجرح بليغ أدى إلى وفاته في نفس العام، ودفن في ضريح سيدي علي بقرية تسلي التابعة للجماعة القروية لامطالسة
القائد بورحايل
ظهر في قبيلة المطالسة بعد وفاة القائد الحاج أعمار المطالسي، وبرز كثائر اشتهر في عهد المجاهد محمد بن عبد الكريم الخطابي، وقد تنقل مجاهدا مع باقي المطالسة وأبناء الريف الذين انخرطوا في الثورة، بين أنوال و دار الدريوش وميضار وأولاد إدريس وأولاد بوبكر ولحرارشا وعين زورا وغيرهم، ولم يستسلم للإسبان إلا بعدما أن استسلم زعيمه ابن عبد الكريم الخطابي، وفي الوقت الذي كان فيه بعض زعماء قبائل الريف المعينين من الإسبان قد اختاروا الصداقة معهم والاشتغال بالمنطقة بأوامر من ضباطهم، وكان أشهرهم أعمار أوشن من قبيلة بني سعيد، وعبد القادر من قبيلة بني شيكر، وعبيد الله بن بوزيان من قبيلة المطالسة
القائد عبيدالله بوزيان
من قياد قبيلة المطالسة في عهد الاحتلال الإسباني
1. ↑  "قبيلة مطالسة". ainzoura24.ahlamontada.com. اطلع عليه بتاريخ 2024-01-28.